# 维达 (贝宁)
维达（法語：Ouidah）是貝寧南部的城市，也是大西洋省的首府，位於大西洋海岸，距離科托努42公里，海拔高度65米，當地人民的主要從事農業。维达曾經是奴隸貿易的地點。

## 友好城市
- 法國 阿斯克新城[來源請求]

## 外部連結
- WorldStatesmen- Benin（页面存档备份，存于） not quite worked in yet
- La ville d'Ouidah : quartiers anciens et Route de l'Esclave - UNESCO World Heritage Centre （页面存档备份，存于）

6°22′N 2°05′E / 6.367°N 2.083°E